# Heterospora eulaliae
Heterospora eulaliae is een soort in de taxonomische indeling van de Myzozoa, een stam van microscopische parasitaire dieren. Het organisme komt uit het geslacht Heterospora en behoort tot de familie Selenidiidae. Heterospora eulaliae werd in 1907 ontdekt door de Saint Joseph.